# Rádio FM
Rádio FM (Rádio_FM) es una emisora de radio eslovaca, perteneciente a STVR, centrada en géneros musicales con una importante representación de la música eslovaca.

## Historia
La historia de esta emisora comenzó el 5 de enero de 1987, cuando se creó Radio Elán. El 4 de septiembre de 1989 se creó E+M mediante la fusión de Rádio Elán y la emisora checa Mikrofórum, que dejó de existir el 31 de diciembre de 1990.
El 4 de marzo de 1991 se fundó Rock FM Radio, siendo la primera emisora de radio en Eslovaquia en emitir las 24 horas del día. 
El 3 de noviembre de 2004 la cadena cambió su nombre a Rádio_FM.
Fue la novena estación de radio más escuchada en Eslovaquia en el segundo y tercer trimestre de 2017, con una tasa de escucha del 2,56%, según la encuesta Market & Media & Lifestyle de Median SK.
Desde la retirada de Eslovaquia del Festival de Eurovisión en 2013, la emisora se encarga de emitir las galas anualmente.

## Programación
La particularidad de Rádio FM es su enfoque por diversos géneros musicales: pop, música del mundo, ambient, dubstep, EDM, folktrónica, rock alternativo, hip-hop, metal, entre otros.

## Emisión
La emisora emite por Internet, DAB+ y FM:
- Zvolen: 89.0 FM.
- Bratislava: 89.3 FM.
- Dolný Kubín: 91.7 FM.
- Čadca: 91.8 FM.
- Námestovo: 91.9 FM.
- Žilina: 94.5 FM.
- Lučenec: 98.0 FM.
- Modrý Kameň: 98.3 FM.
- Žiar nad Hronom: 98.4 FM.
- Stará Ľubovňa: 98.9 FM.
- Košice: 101.2 FM.
- Trenčín: 101.2 FM.
- Trebišov: 101.3 FM.
- Prešov: 101.5 FM.
- Bardejov: 101.7 FM.
- Ružomberok: 102.1 FM.
- Borský Mikuláš: 102.8 FM.
- Nové Zámky: 102.8 FM.
- Štúrovo: 103.7 FM.
- Poprad: 104.3 FM.
- Banská Bystrica: 105.4 FM.
- Moldava nad Bodvou: 105.8 FM
- Rožňava: 105.9 FM.
- Snina: 107.6 FM.